# ویکتوریا ساوزه
ویکتوریا ساوزه (اسپانیایی: Victoria Sauze‎؛ زادهٔ ۲۱ ژوئیهٔ ۱۹۹۱) بازیکن هاکی روی چمن زن اهل کشور آرژانتین است.